# Lijst van voetbalinterlands Bolivia - Saoedi-Arabië
Deze lijst van voetbalinterlands is een overzicht van alle officiële voetbalwedstrijden tussen de nationale teams van Bolivia en Saoedi-Arabië. De landen speelden tot op heden vier keer tegen elkaar. De eerste ontmoeting, een vriendschappelijke wedstrijd, werd gespeeld in Cannes (Frankrijk) op 4 mei 1994. Voor het Saoedi-Arabisch voetbalelftal was dit een oefenwedstrijd in de voorbereiding op het Wereldkampioenschap voetbal 1994. Het laatste duel, een vriendschappelijke wedstrijd, vond plaats op 28 maart 2023 in Jeddah.

## Wedstrijden
| № | Plaats      | Datum             | Competitie                   | Wedstrijd               | Uitslag |
| - | ----------- | ----------------- | ---------------------------- | ----------------------- | ------- |
| 1 | Cannes      | 4 mei 1994        | Vriendschappelijk            | Saoedi-Arabië – Bolivia | 0 – 1   |
| 2 | Mexico-Stad | 27 juli 1999      | FIFA Confederations Cup 1999 | Saoedi-Arabië – Bolivia | 0 – 0   |
| 3 | Riyad       | 10 september 2018 | Vriendschappelijk            | Saoedi-Arabië – Bolivia | 2 – 2   |
| 4 | Jeddah      | 28 maart 2023     | Vriendschappelijk            | Saoedi-Arabië − Bolivia | 1 − 2   |

## Samenvatting
| Competitie              | Totaal gespeeld | Winst Bolivia | Gelijk | Winst Saoedi-Arabië | Doelsaldo Bolivia – Saoedi-Arabië |
| ----------------------- | --------------- | ------------- | ------ | ------------------- | --------------------------------- |
| FIFA Confederations Cup | 1               | 0             | 1      | 0                   | 0 – 0                             |
| Vriendschappelijk       | 3               | 2             | 1      | 0                   | 5 – 3                             |
| Totaal                  | 4               | 2             | 2      | 0                   | 5 – 3                             |

Wedstrijden bepaald door strafschoppen worden, in lijn met de FIFA, als een gelijkspel gerekend.

## Details

### Eerste ontmoeting
| Vriendschappelijk (Cannes, Frankrijk, 4 mei 1994): |              | |
| Saoedi-Arabië | 0 – 1        | Bolivia |
| | goals        | 79' Erwin Sánchez |
| Jorge Solari | bondscoach   | Xabier Azkargorta |
| Mohammed Al-Deayea Abdullah Zubromawi Mohammed Al-Khilaiwi Ahmed Madani Mohamed Al-Jawad Fuad Amin Khalid Al-Muwallid Hamzah Saleh Saeed Owairan Sami Al-Jaber Hamzah Falatah | opstellingen | Darío Rojas Carlos Borja Miguel Ángel Rimba Oscar Sánchez Marco Sandy ??' Mario Pinedo Mauricio Ramos José Milton Melgar ??' Julio César Baldivieso Erwin Sánchez ??' Luis Ramallo |
| | wissels      | ??' Jaime Moreno ??' Vladimir Soria ??' Ramiro Castillo |
| | gele kaarten | |
| Fuad Amin 19' | rode kaarten | 19' Julio César Baldivieso |

### Tweede ontmoeting
| FIFA Confederations Cup (Mexico-Stad, Mexico, 27 juli 1999): |              | |
| Saoedi-Arabië | 0 – 0        | Bolivia |
| | goals        | |
| Milan Máčala | bondscoach   | Héctor Veira |
| Mohammed Al-Deayea Mohammed Al-Jahani 66' Mohammed Al-Khilaiwi Saleh Al-Dawod Ibrahim Al-Harbi Ibrahim Al-Shahrani Hussein Sulimani Fahad Al-Subaie Nawaf Al-Temyat 79' Hamzah Falatah 46' Mohsin Harthi | opstellingen | José Carlos Fernández Reny Ribera Ronald Arana Lorgio Álvarez Oscar Sánchez Rubén Tufiño 53' Marco Etcheverry 46' Erwin Sánchez José Menacho Vladimir Soria 73' Jaime Moreno |
| Marzouk Al-Otaibi 46' Abdullah Al-Shahrani 66' Abdullah Bin Shehan 79' | wissels      | 46' Limberg Gutiérrez 53' Gonzalo Galindo 73' Joaquin Botero |
| Fahad Al-Subaie 52' Saleh Al-Dawod 57' Abdullah Al-Shahrani 71' | gele kaarten | 19' Marco Etcheverry 22' Rubén Tufiño 70' Limberg Gutierrez |

FBF · A-internationals · Selecties · Bondscoaches · Statistieken · Boliviaans vrouwenelftal · Olympisch elftal · Bolivia U21 · Bolivia U20 · Bolivia U19 · Bolivia U18 · Bolivia U17
1926–1949 · 
1950–1959 · 
1960–1969 · 
1970–1979 · 
1980–1989 · 
1990–1999 · 
2000–2009 · 
2010–2019 ·
2020−2029
CC 1999
WK 1930 · 
WK 1950 · 
WK 1994
1926 · 
1927 · 
1927 · 1928 · 1929 · 
1930 · 
1931 · 1932 · 1933 · 1934 · 1935 · 1936 · 1937 · 
1938 · 
1939 · 1940 · 1941 · 1942 · 1943 · 1944 · 
1945 · 
1946 · 
1947 · 
1948 · 
1949 · 
1950 · 
1951 · 1952 · 
1953 · 
1954 · 1955 · 1956 · 
1957 · 
1958 · 
1959 · 
1960 · 
1961 · 
1962 · 
1963 · 
1964 · 
1965 · 
1966 · 
1967 · 
1968 · 
1969 · 
1970 · 
1971 · 
1972 · 
1973 · 
1974 · 
1975 · 
1976 · 
1977 · 
1978 · 
1979 · 
1980 · 
1981 · 
1982 · 
1983 · 
1984 · 
1985 · 
1986 · 
1987 · 
1988 · 
1989 · 
1990 · 
1991 · 
1992 · 
1993 · 
1994 · 
1995 · 
1996 · 
1997 · 
1998 · 
1999 · 
2000 · 
2001 · 
2002 · 
2003 · 
2004 · 
2005 · 
2006 · 
2007 · 
2008 · 
2009 · 
2010 ·
2011 · 
2012 · 
2013 · 
2014 · 
2015 · 
2016 ·
2017 ·
2018 ·
2019 ·
2020 ·
2021 ·
2022 ·
2023 ·
2024
Algerije ·
Andorra ·
Argentinië ·
Brazilië ·
Bulgarije · 
Chili ·
Colombia ·
Costa Rica ·
Cuba ·
Curaçao ·
DDR ·
Duitsland ·
Ecuador ·
Egypte ·
El Salvador ·
Finland ·
Frankrijk ·
Griekenland ·
Guatemala ·
Guyana ·
Haïti ·
Honduras ·
Hongarije ·
Ierland ·
IJsland ·
Irak ·
Iran ·
Jamaica ·
Japan ·
Joegoslavië ·
Kameroen ·
Letland ·
Mexico ·
Myanmar ·
Nicaragua ·
Noord-Korea ·
Oezbekistan ·
Panama ·
Paraguay ·
Peru ·
Polen ·
Portugal ·
Roemenië ·
Rusland ·
Saoedi-Arabië ·
Senegal ·
Servië ·
Slowakije ·
Spanje ·
Trinidad en Tobago ·
Tsjecho-Slowakije ·
Uruguay ·
Venezuela ·
Verenigde Arabische Emiraten ·
Verenigde Staten ·
Zuid-Afrika ·
Zuid-Korea ·
Zwitserland
SAFF · A-internationals · Selecties · Bondscoaches · Statistieken · Saoedi-Arabisch vrouwenelftal · Saoedi-Arabië U21 · Saoedi-Arabië U20 · Saoedi-Arabië U19 · Saoedi-Arabië U18 · Saoedi-Arabië U17
1950 – 1959 · 
1960 – 1969 · 
1970 – 1979 · 
1980 – 1989 · 
1990 – 1999 · 
2000 – 2009 · 
2010 – 2019 ·
2020 − 2029
WK 1994 · 
WK 1998 · 
WK 2002 · 
WK 2006 · 
WK 2018
OS 1984 · 
OS 1996 · 
OS 2020
1957 · 
1958 · 1959 · 1960 · 
1961 · 
1962 · 
1963 · 
1964 · 1965 · 1966 · 
1967 · 
1968 · 
1969 · 
1970 · 
1971 · 
1972 · 
1973 · 
1974 · 
1975 · 
1976 · 
1977 · 
1978 · 
1979 · 
1980 · 
1981 · 
1982 · 
1983 · 
1984 · 
1985 · 
1986 · 
1987 · 
1988 · 
1989 · 
1990 · 
1991 · 
1992 · 
1993 · 
1994 · 
1995 · 
1996 · 
1997 · 
1998 · 
1999 · 
2000 · 
2001 · 
2002 · 
2003 · 
2004 · 
2005 · 
2006 · 
2007 · 
2008 · 
2009 · 
2010 · 
2011 · 
2012 · 
2013 ·
2014 ·
2015 ·
2016 ·
2017 ·
2018 ·
2019 ·
2020 ·
2021 ·
2022 ·
2023
Afghanistan · 
Albanië ·
Algerije · 
Angola · 
Argentinië · 
Australië · 
Azerbeidzjan · 
Bahrein · 
Bangladesh · 
België · 
Bhutan · 
Bolivia · 
Brazilië · 
Bulgarije · 
Cambodja ·
Canada · 
Chili · 
China · 
Colombia ·
Congo-Brazzaville · 
Congo-Kinshasa · 
Costa Rica · 
Cyprus · 
Denemarken · 
Duitsland · 
Ecuador ·
Egypte · 
Engeland · 
Equatoriaal-Guinea ·
Estland · 
Finland · 
Frankrijk · 
Gabon · 
Gambia ·
Georgië · 
Ghana · 
Griekenland ·
Honduras · 
Hongarije · 
Hongkong · 
Ierland · 
IJsland · 
India · 
Indonesië · 
Irak · 
Iran · 
Italië ·
Jamaica · 
Japan · 
Jemen · 
Jordanië · 
Kameroen · 
Kazachstan · 
Kirgizië · 
Koeweit · 
Kroatië ·
Laos ·
Letland ·
Libanon · 
Libië · 
Liechtenstein · 
Litouwen ·
Luxemburg · 
Macau ·  
Maleisië · 
Mali · 
Marokko · 
Mauritanië · 
Mexico · 
Moldavië ·
Mongolië · 
Namibië · 
Nederland · 
Nepal · 
Nieuw-Zeeland · 
Nigeria · 
Noord-Korea ·
Noord-Macedonië ·
Noorwegen ·
Oeganda · 
Oekraïne · 
Oezbekistan · 
Oman · 
Oost-Timor ·
Pakistan ·
Palestina · 
Panama ·
Paraguay · 
Peru ·
Polen · 
Portugal · 
Qatar · 
Rusland · 
Schotland · 
Senegal · 
Singapore · 
Slovenië · 
Slowakije · 
Soedan · 
Spanje · 
Sri Lanka · 
Syrië · 
Tadzjikistan · 
Taiwan · 
Tanzania · 
Thailand · 
Togo · 
Trinidad en Tobago · 
Tsjechië · 
Tunesië · 
Turkije · 
Turkmenistan · 
Uruguay · 
Venezuela · 
Verenigde Arabische Emiraten · 
Verenigde Staten · 
Vietnam · 
Wales · 
Wit-Rusland · 
Zambia ·
Zimbabwe ·
Zuid-Afrika · 
Zuid-Jemen · 
Zuid-Korea · 
Zweden
Argentinië (1992) · 
Argentinië (2022) · 
Egypte (2018) · 
Oekraïne (2006) · 
Rusland (2018) ·
Spanje (2006) ·
Tunesië (2006) ·
Uruguay (2018)